# Ніс (скеля)
Скеля Ніс або Бурун (крим. Burun) — гора в Сімферопольському районі АРК, за 10 км від Сімферополя біля села Ливадки, належить до Кримських гір.

## Опис
Невелика куеста між урочищем Проріха та перевалом Ливадки, зі стрімким південним і східним краєм і гострим скельним виступом, що, мабуть, і дав їй таку назву. На південний захід від скелі Ніс знаходиться перевал Ливадки та гора Казанчук, а на північний схід — урочище Проріха, за яким слідує городище Зміїне та Ач-Кая.

## Географія
Плато, круті південні та східні схили куести вкриті низькорослим лісом та чагарником на півночі, біля степової зони у тому числі змішаним та сосновими посадками. Вздовж обривів вузькою смугою галявини йде стежка, паралельно з нею лісом — дорога. Ще одна, добре накатана дорога перетинає лісовий масив центром, з'єднуючи перевал Ливадки та урочище Проріха. У західних урвищ, де перевал Ливадки знаходиться вже в безпосередній близькості, є скельний навіс. Північні схили масиву, що складають скеля Ніс і перевал Ливадки, покриті рівними полями з неглибокими балками, що поросли кущами.